# Dystebenna
Dystebenna är ett släkte av fjärilar som beskrevs av Arnold Spuler 1910. Dystebenna ingår i familjen märgmalar, Parametriotidae. Enligt Catalogue of Life är familjetillhörigheten istället  Agonoxenidae. Enligt Dyntaxa är Agonoxenidae en äldre Synonym till Parametriotidae.

Släktet innehåller endast arten ekbrokmal, Dystebenna stephensi.